# بيان قائمة التحقق
بيان قائمة التحقق: كيف تجعل الأمور صحيحة، هو كتاب علمي لعام 2009 من تأليف أتول قواندي. نشر في 22 ديسمبر 2009 من قبل كتب متروبوليتان ويركز على استعمال قوائم المراجعة فيما يتعلق بالكثير من عناصر الحياة اليومية والمهنية.  يبحث الكتاب في استخدام قوائم المراجعة في عالم الأعمال ومهنة الطب،  مع قواندي الذي يبحث في كيفية استعمالها لتحقيق أكبر قدر ممكن من الكفاءة والاتساق والسلامة.  صرح قواندي أنه كان مصدر إلهام لكتابة بيان قائمة التحقق بعد قراءة قصة عن طفل نجا من السقوط في بركة متجمدة واتضح أن الطبيب الذي ساعدها اعتمد اعتمادًا كبيرًا على قوائم المراجعة. 
وقد حصل الكتاب على نقدٍ ايجابيٍ،   حيث وصفته نيوزداي بأنه «مكتوب بعناية».  كما قدمت صحيفة سياتل تايمز مراجعة إيجابية. 

## روابط خارجية
- مقابلة صحيفة واشنطن جورنال مع قواندي على بيان قائمة التحقق يناير7 ,2010 , سي-سبان